# Ysaora Thibusová
Ysaora Thibusová (* 22. srpna 1991 Guadeloupe) je francouzská sportovní šermířka kreolského původu, která se specializuje na šerm fleretem. Francii reprezentuje od druhého desetiletí jednadvacátého století. Na olympijských hrách startovala v roce 2012 v soutěži jednotlivkyň a družstev a v roce 2016 v soutěži jednotlivkyň. V soutěži jednotlivkyň se na olympijských hrách 2016 probojovala do čtvrtfinále. V roce 2013 obsadila třetí místo na mistrovství Evropy v soutěži. S francouzským družstvem fleretistek vybojovala v roce 2013 druhé místo na mistrovství světa v roce 2012 a 2013 druhé místo na mistrovství Evropy.
Na tokijské olympiádě získala stříbrnou medaili s francouzským týmem fleretistek, v němž byly kromě ní	Anita Blazeová, Astrid Guyartová a Pauline Ranvierová. Po olympiádě jí byl udělen Národní řád za zásluhy. Na mistrovství světa v šermu 2022 v Káhiře vyhrála individuální soutěž a získala bronzovou medaili s francouzským družstvem.
Je absolventkou pařížské ESCP Business School. Jejím snoubencem je americký šermíř Race Imboden.